# 土橋站 (愛知縣)
土橋站（日语：／ Tsuchihashi eki */?）是位於愛知縣豐田市土橋町八丁目，名古屋鐵道（名鐵）的三河線車站。車站編號為MY05。

## 歷史
- 1920年（大正9年）7月5日 - 三河鐵道知立站（第一代）至此站開業，此站啟用[1]。
- 1941年（昭和16年）6月1日 - 三河鐵道合併至名古屋鐵道。成為名古屋鐵道三河線車站。
- 1959年（昭和34年）
  - 9月 - 伊勢灣颱風使第一代車站大樓受損[2]。
  - 12月末 - 第二代車站大樓竣工[2]。
- 1960年（昭和35年）8月 - 新設豐田汽車工業元町工場專用線[3]。
- 1974年（昭和49年） - 元町工場專用線廢止[3]。
- 1984年（昭和59年）1月1日 - 不再在此站起卸貨物[4]。
- 1995年（平成7年）3月16日 - 第三代車站大樓竣工，當中第三階設置了乘務員宿舍[1][2]。
- 2010年（平成22年）3月27日 - 第四代車站大樓竣工，為跨站式站房[3]。
- 2011年（平成23年）2月11日 - 車站可以使用「manaca」IC卡。
- 2012年（平成24年）2月29日 - 交通儲值卡「Trans Pass（日语：トランパス (交通プリペイドカード)）」的服務終止，此站也不可使用其儲值卡。

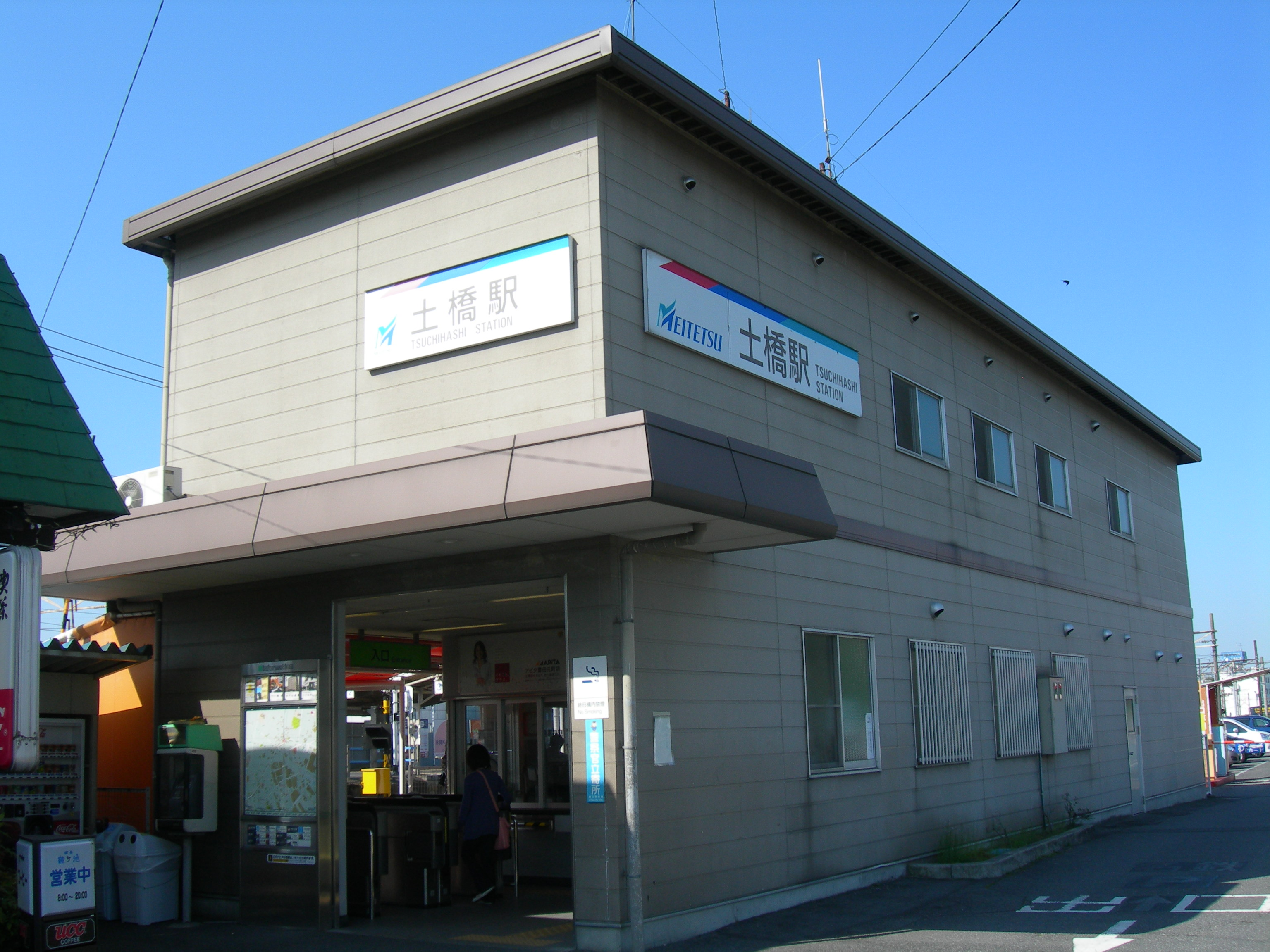
第三代車站大樓

## 車站構造
車站為一座地面車站（跨站式站房），設有1面2線的島式月台和1面1線的單式月台，合共2面3線的混合式月台。在2010年3月27日起設置了跨站式站房。現時車站大樓已經為第四代。往豐田市方向的月台為島式月台。全日設有車站職員當值。2、3號月台上設有感應器，1號月台沒有設置。
另外，各月台上設有上蓋。上行月台也預留空間以增加新路軌（預計可新設4號月台，成為2面4線）。各月台與閘口外設有升降機與樓梯。此外，在閘口外的東邊和西邊各設有電梯與樓梯。
在站內西邊設有3條留置線，以供豐田線的100系停泊，其中有2列列車會晚間停泊，在早上繁忙時間後設有1列列車停泊。在晚間停泊的車輛當中，當中2列列車早上會在1號月台行走首班班次。在時間表上會從土橋站出發前往豐田市站，隨後到達豐田市站後，會行走前往上小田井方向的班次。此外，在日間和深夜時段，在土橋站停泊的列車中，均在豐田市站至土橋站之間以不載客的形式運行（但是，100系的方向幕會顯示出「普通 土橋」）。
| 月台 | 路線           | 上下行 | 方向             | 月台可容納車廂數 |
| ---- | -------------- | ------ | ---------------- | ---------------- |
| 1、2 | 三河線（山線） | 下行   | 豐田市、猿投方向 | 6卡              |
| 3    | 三河線（山線） | 上行   | 知立方向         | 4卡              |

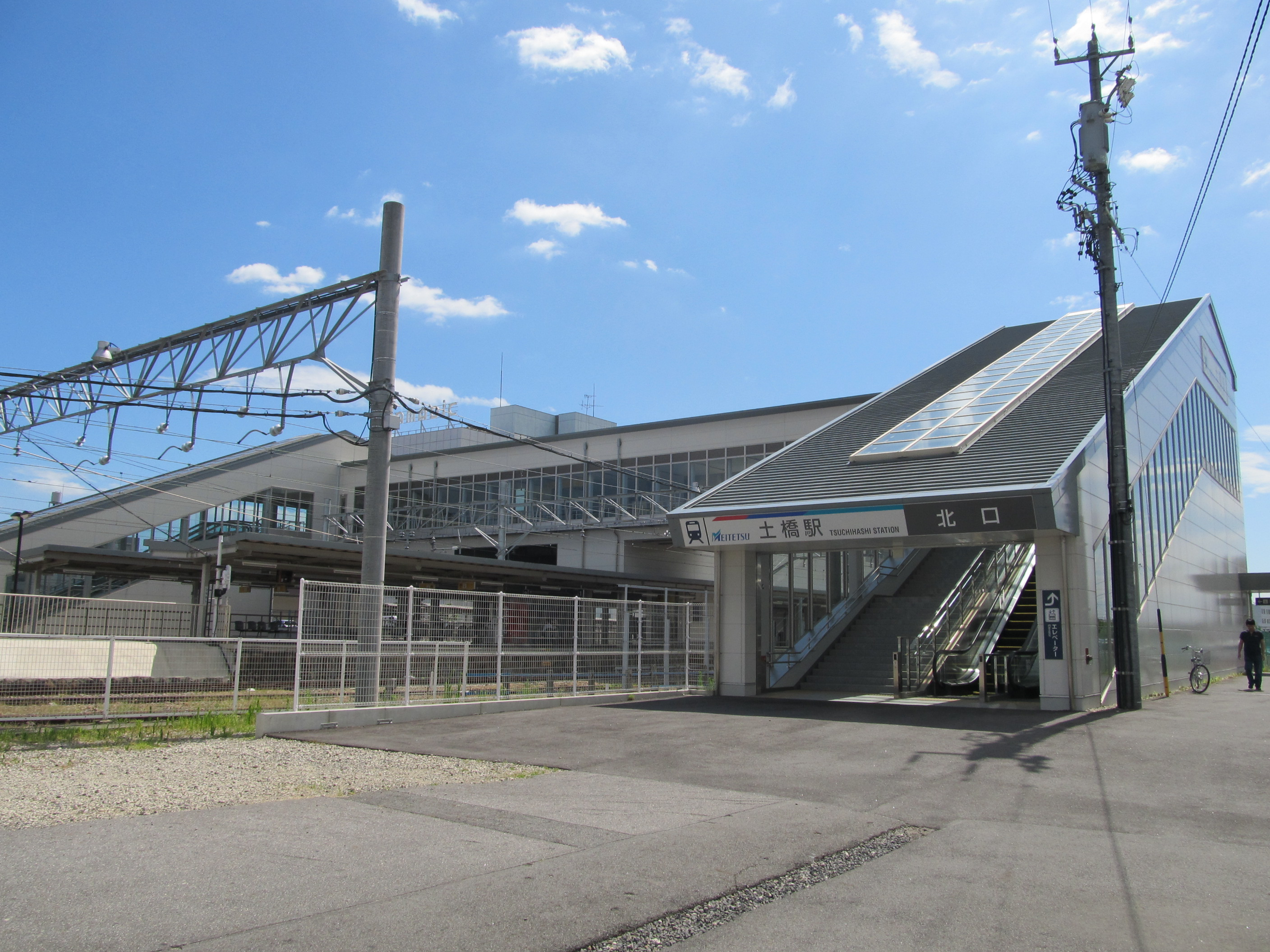
北出口
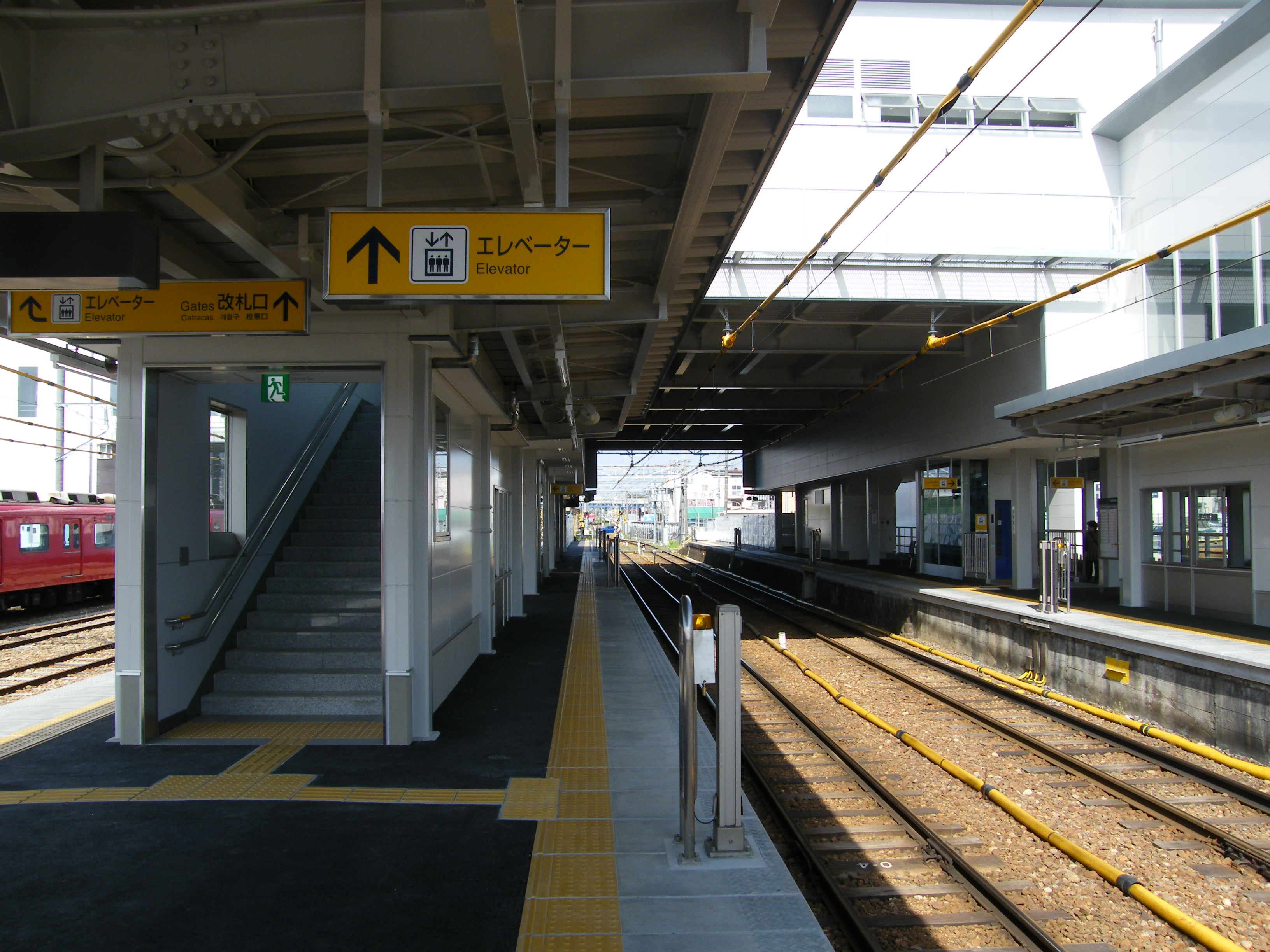
往知立的月台
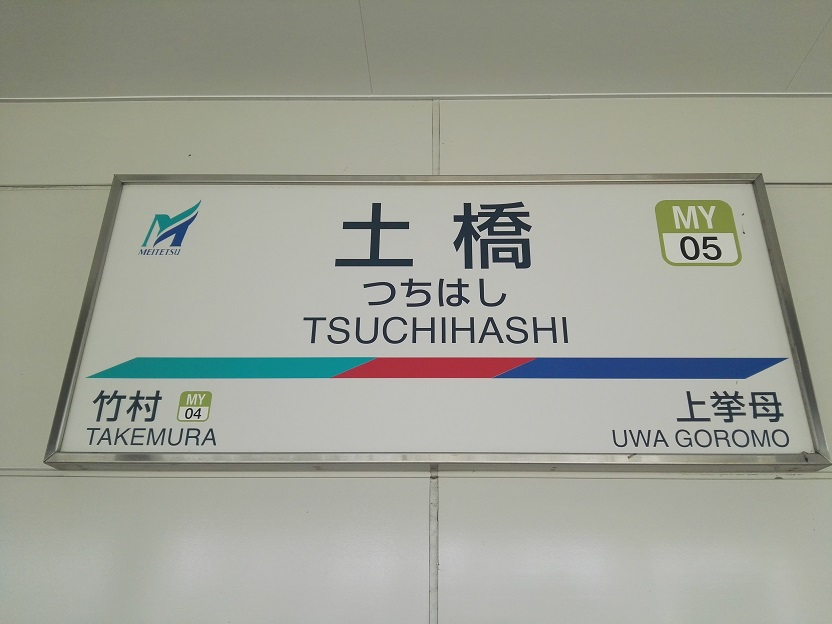
站名標
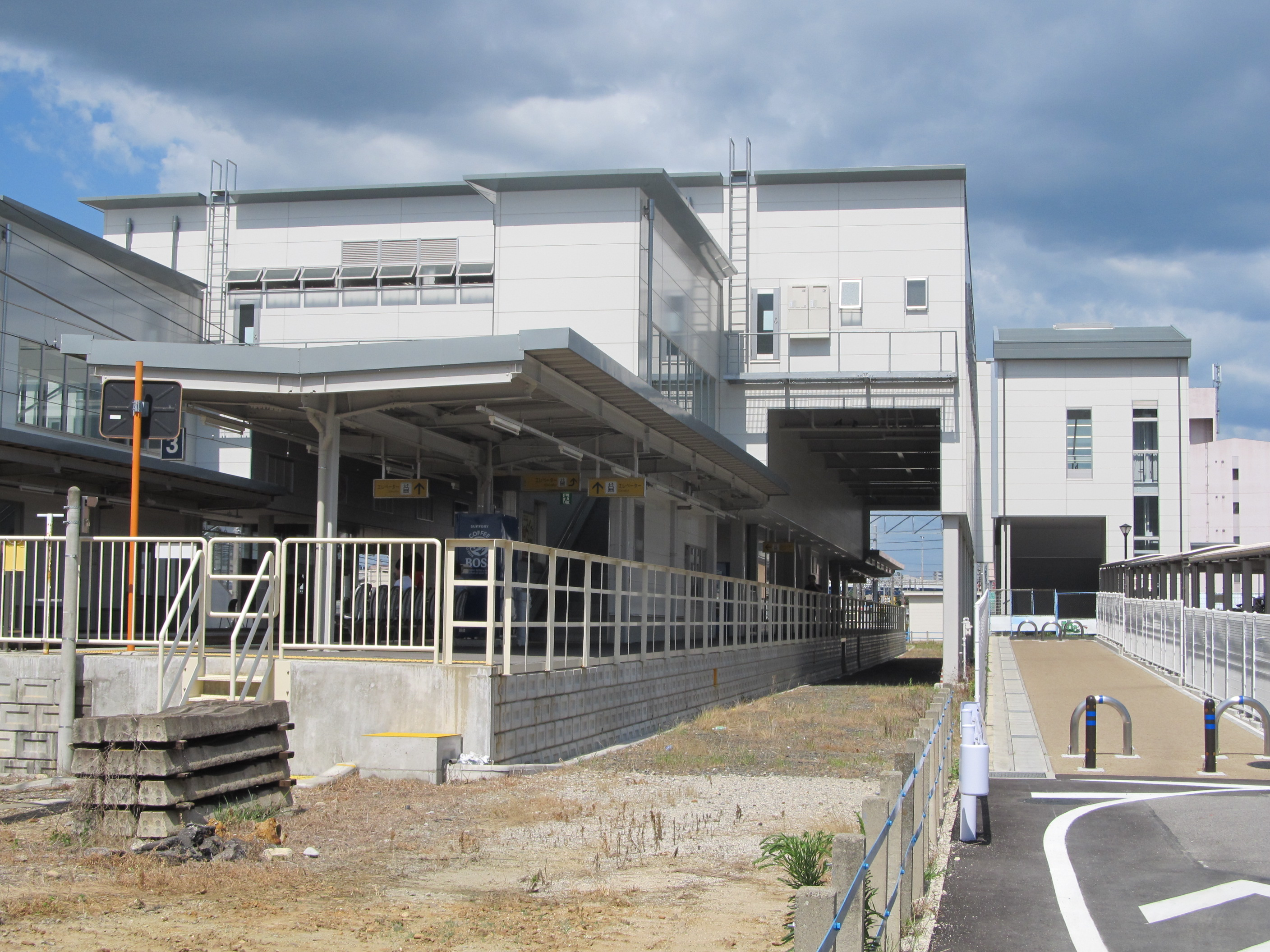
預留加設的4號月台

### 配線圖
| ← 豐田市、 猿投方向 | 土橋站 站內配線略圖 | → 知立方向 |
| 图例 参考文献：     |                     |            |

## 使用狀況
- 在中提及在2013年度，當時1日平均上下車人次為6,650人，為名鐵所有車站（275站）排名第59，三河線（23站）中排名第4[10]。
- 在中提及在1992年度，當時1日平均上下車人次為5,902人，為除岐阜市內線均一車費區間內各站（岐阜市內線、田神線、美濃町線徹明町站至琴塚站之間）外名鐵所有車站（342站）中排名第74，三河線（38站）排名第5[11]。
- 在中，以下為近年1日平均上下車人次列表。

| 年度   | 1日平均 上下車人次 |
| ------ | ------------------ |
| 2004年 | 5,380              |
| 2005年 | 5,585              |
| 2006年 | 5,567              |
| 2007年 | 5,615              |
| 2008年 | 5,805              |
| 2009年 | 5,435              |
| 2010年 | 5,511              |
| 2011年 | 5,909              |
| 2012年 | 6,291              |
| 2013年 | 6,650              |
| 2014年 | 6,819              |
| 2015年 | 7,330              |
| 2016年 | 7,726              |
| 2017年 | 8,023              |

## 車站周邊

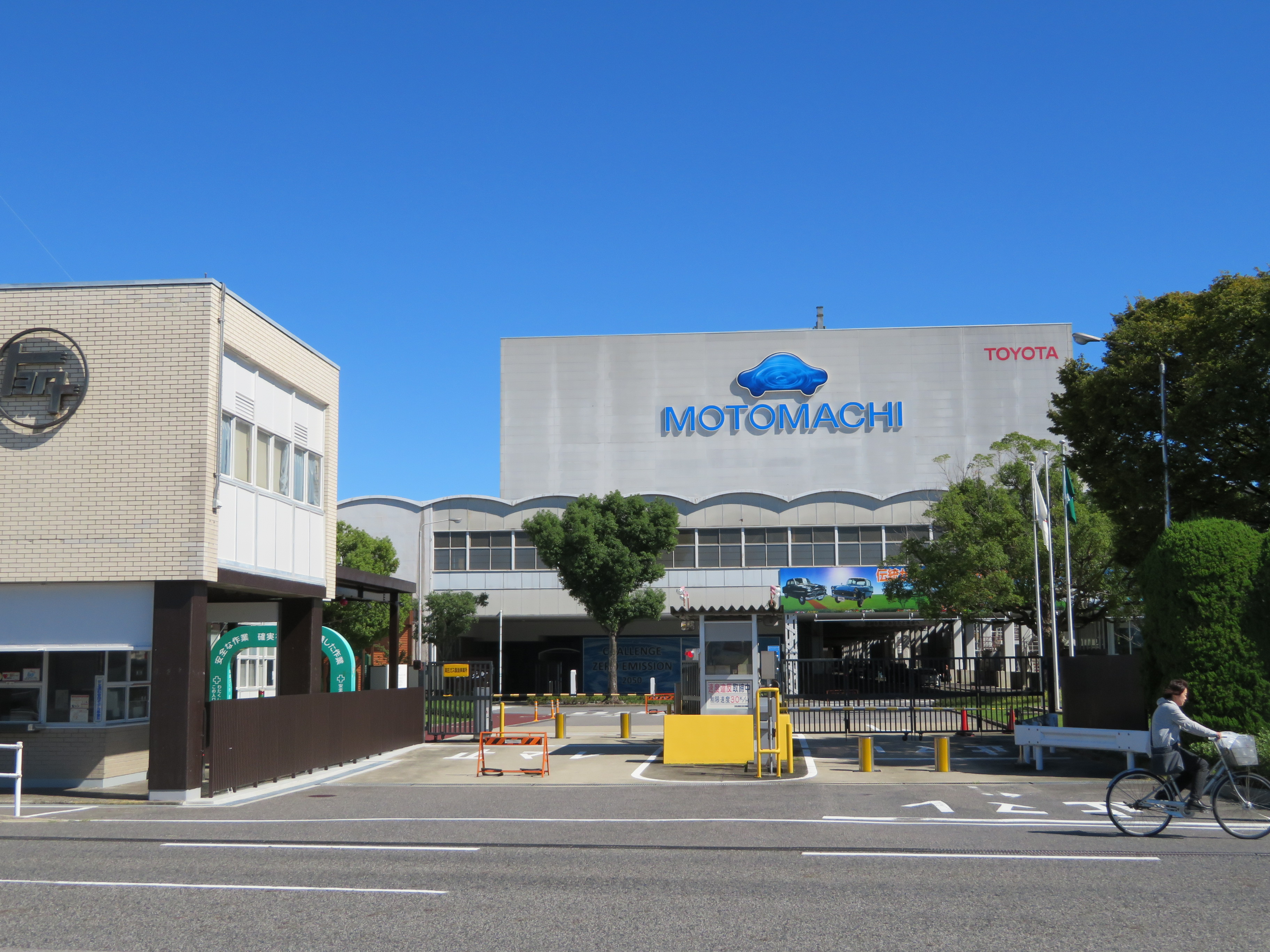
豐田汽車元町工廠

- 豐田汽車元町工廠（曾經設有專用線連接該工廠）
- 豐田通商豐田分店
- 豐通機械（日语：豊通マシナリー）豐田分店
- 豐通Syscom（日语：豊通シスコム）豐田分店
- 豐通保險夥伴（日语：豊通保険パートナーズ）豐田分店
- 雙葉產業（日语：フタバ産業）綠工場
- 豐田車身（日语：トヨタ車体）壽 新規開發中心
- MEGA Don Quixote UNY（日语：UDリテール#店舗）（前Apita） 豐田元町店
- 土橋郵局
- 豐田用金庫（日语：豊田信用金庫）土橋分店
- 豐田市立龍神中學（日语：豊田市立竜神中学校）
- 豐田市立土橋小學（日语：豊田市立土橋小学校）
- 土橋公園
- 豐田交流道 （東名高速道路）
- 國道155號（日语：国道155号）（豐田南繞道（日语：豊田南バイパス））
- 愛知縣道491號豐田環狀線（日语：愛知県道491号豊田環状線）（元町通）
- 愛知縣道76號豐田安城線（日语：愛知県道76号豊田安城線）（上鄉街道）
- 高岡街道

## 巴士路線
- 豐田Oiden巴士（日语：とよたおいでんバス）（由名鐵巴士（日语：名鉄バス）、豐榮交通（日语：豊栄交通 (愛知県)）運行）
  - 土橋、豐田東環狀線
    - 土橋站（南出口） - 三河豐田站 - 豐田町 - 豐田記念醫院（日语：トヨタ記念病院） - 五丘團地 - 神池台 - 豐田市(東出口)。

## 相鄰車站
名古屋鐵道
 三河線（山線）
上舉母（MY06）－土橋（MY05）－竹村（MY04）

## 注腳

## 外部連結
- 土橋 - 名古屋鐵道